# Henry Gerard Barnaart

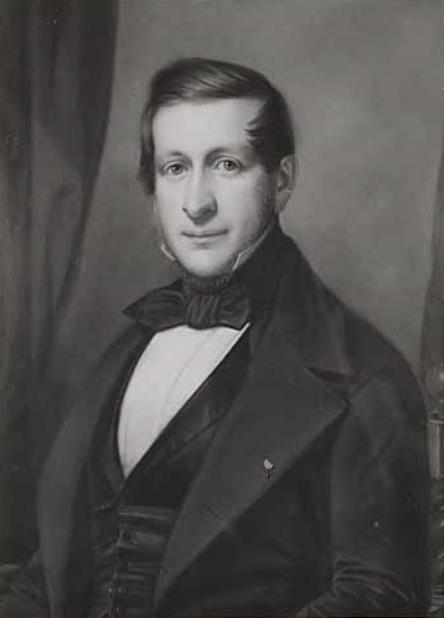
Henry Gerard Barnaart

Jhr.  Henry Gerard Barnaart, heer van Zandvoort (Haarlem, 27 september 1812 − aldaar, 21 mei 1875) was een Nederlands burgemeester.

## Biografie
Barnaart was een lid van de familie Barnaart en een zoon van Haarlems bestuurder jhr.  Willem Philip Barnaart, heer van Bergen, Zandvoort en Vogelenzang (1781-1851) en diens eerste vrouw Elisabeth Cornelia Hillegonda Teding van Berkhout (1783-1814), lid van de familie Teding van Berkhout. Hij trouwde in 1837 met jkvr. Henriëtta Cornelia van Loon (1811-1879), lid van de familie Van Loon met wie hij twee kinderen kreeg. Na het overlijden van zijn vader volgde hij zijn vader op als de heer van de heerlijkheid Zandvoort die zijn vader in 1824 had gekocht.
Barnaart werd in 1836 benoemd tot burgemeester van Haarlemmerliede waar hij tevens de functie van secretaris vervulde. Hij was daarin de opvolger van mr. Jacob Pieter Crommelin (1800-1873). Hij vervulde die functies tot 1857 toen de gemeente werd opgeheven en de nieuwe gemeente Haarlemmerliede en Spaarnwoude ontstond.